# 姜坤
姜坤（1979年8月2日—），武汉人，是中国职业足球运动员，曾入选中国国家队。姜坤在体能和速度等方面都没有任何优势，但是凭借出色的传球技术，他在效力的各支球队都成为重要的中场进攻组织者。

## 职业生涯
姜坤少年时即被八一队选中，1997年加入一线队。2003年底，八一解散，姜坤加盟四川冠城。2005年，姜坤转会上海九城，次年又被老板朱骏带到上海联城参加中超，并凭借出色表现入选国家队。
2007年，申花联城大合并后，姜坤加入申花，是当时选定的“四队长”之一。2009年，他以租借的形式加盟河南建业，表现出色并帮助球队获得了次年的亚冠资格。2010年，姜坤结束租借回归上海申花，在整体年轻化的阵容中不但是年龄最大的球员，更成为绝对的中场组织核心，虽然受限于体力经常被迫下场，但是其组织进攻的能力仍在球队中不可或缺。
| 前任： 肖战波 | 上海申花队长 李玮锋、姜坤 2007年 | 繼任： 杜威 |

1. ↑  .   [2020-06-16]. （原始内容存档于2020-06-16）.
2. ↑  .   [2020年6月16日]. （原始内容存档于2020年1月3日）.